# Gnomonische projectie

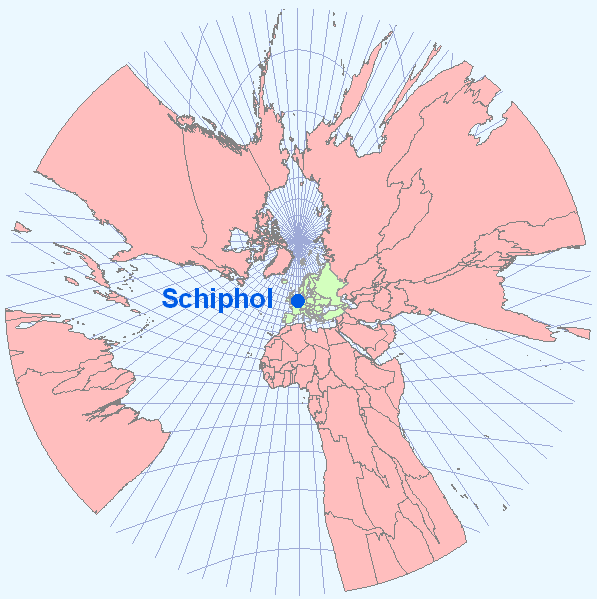
Gnomonische projectie met Schiphol in het centrum

De gnomonische projectie of centrale projectie is een projectiemethode waarbij een ruimtelijke figuur wordt beschreven door projectie langs lijnen loodrecht op het oppervlak van het te projecteren ruimtelijke lichaam. Gnomonische projectie wordt in de cartografie gebruikt om een afbeelding van een deel van een boloppervlak te maken op een aan de bol rakend plat vlak vanuit het middelpunt van de bol. In de kristallografie wordt gnomonische projectie gebruikt om kristallen te beschrijven, waarbij de loodlijnen op de kristalvlakken geprojecteerd worden op een vlak.

## Gnomonische kaartprojectie
Een gnomonische projectie is een azimutale projectie die van grootcirkels op de bol (waaronder alle meridianen en de evenaar) het deel dat op de kaart staat als rechte lijn weergeeft, zodat de kortste route (geodetische lijn) tussen twee punten op de bol tevens de kortste route tussen twee punten op de kaart is. Dit maakt zulke kaarten geschikt voor toepassing in de scheep- en luchtvaart (grootcirkelnavigatie).
De kaart geeft slechts een deel van een half boloppervlak weer (bij een oneindige kaart een half boloppervlak, zonder de rand). De projectie heeft een centraal punt, vaak in het midden van de kaart weergegeven. In de buurt daarvan is er weinig vertekening. Naar buiten toe wordt deze echter zeer groot.
Dat de projectie niet hoekgetrouw is is als volgt in te zien. Neem als projectievlak een vlak dat aan de Aarde raakt op een punt dat niet op de evenaar ligt en niet op een pool. Op de kaart zijn de meridianen rechte lijnen die elkaar snijden in een pool, en is de evenaar ook een rechte lijn. Op de kaart kan maar één meridiaan loodrecht staan op de evenaar, terwijl ze dat op de bol allemaal doen. (Zie ook de meridianen en parallellen in de afbeelding waarop Schiphol centraal staat.)
Gegeven de geografische breedte {\displaystyle \beta \,} en lengte {\displaystyle \lambda \,} en het midden van de kaart (breedte {\displaystyle \beta _{0}\,} en lengte {\displaystyle \lambda _{0}}) dan wordt de projectie gegeven door:
{\displaystyle x\,={\frac {\cos \beta \ \sin(\lambda -\lambda _{0})}{\cos \gamma }}}
{\displaystyle y\,={\frac {\cos \beta _{0}\ \sin \beta \ -\sin \beta _{0}\ \cos \beta \ \cos(\lambda -\lambda _{0})}{\cos \gamma }}}
met
{\displaystyle \cos \gamma \,=\sin \beta _{0}\ \sin \beta +\cos \beta _{0}\ \cos \beta \ \cos(\lambda -\lambda _{0})}
Als {\displaystyle \cos \gamma } negatief is, ligt het af te beelden punt op een ander halfrond dan het midden van de kaart.
In het polaire aspect (projectievlak op de Noordpool) valt dit te vereenvoudigen tot:
{\displaystyle x\,=\sin \lambda \ \cot \beta }
{\displaystyle y\,=-\cos \lambda \ \cot \beta }
Hier moet {\displaystyle \beta } groter zijn dan nul (het Zuidelijk halfrond inclusief de evenaar kan niet worden afgebeeld).

### Inverse
De inverse gnomonische projectie beeldt het platte projectievlak af op een deel van het halve boloppervlak volgens:
{\displaystyle \beta \,=\arcsin(\cos \gamma \sin \beta _{0}+{\frac {y\sin \gamma \cos \beta _{0}}{\rho }})}
{\displaystyle \lambda \,=\lambda _{0}+\arctan({\frac {x\sin \gamma }{\rho \cos \beta _{0}\cos \gamma -y\sin \beta _{0}\sin \gamma }})}
met
{\displaystyle \rho \,={\sqrt {x^{2}+y^{2}}}}
{\displaystyle \gamma \,=\arctan \rho }